# Angry Birds Transformers
Angry Birds Transformers est un jeu vidéo de type shoot 'em up développé et édité par Rovio Entertainment, sorti en 2014 sur iOS et Android.

## Intrigue
Alors que les oiseaux affrontaient les cochons pour récupérer leurs œufs, l'AllSpark (la source de vie des Cybertroniens) s'écrase sur Terre sous la forme d'un œuf et provoque une grosse explosion d'énergie. Affecté par l'explosion, les oiseaux et les cochons se changent alors en Transformers. Les oiseaux deviennent les "Autobirds" et les cochons, les "Déceptiporcs".
Toutefois, les œufs ont également été touchés et sont devenus des EggBots hostiles envers les deux factions qui n'ont d'autre choix que de s'allier pour les vaincre.

## Accueil
- The Guardian : 4/5[1]
- TouchArcade : 3/5[2]